# Wang Song
Wang Song (chinês: 汪嵩; pinyin: Wāng Sōng; 12 de outubro de 1983) é um futebolista profissional chinês que atua como meia e defende o Jiangsu Suning. Tido como excelente profissional e de comportamento exemplar, Wang Song se tornou em setembro de 2019 o atleta com o maior número de jogos na elite do futebol chinês com 415 partidas disputadas.
Wang Song também detém o recorde pessoal de ter marcado ao menos um gol em todas as 18 temporadas que disputou no futebol chinês.

## Carreira
Wang Song iniciou a carreira no Sichuan Quanxing em 2001 e deixou o time ao final da temporada 2005 após a sua extinção. O meia assinou com o Chengdu Blades para disputar a Segunda Divisão chinesa nas temporadas 2006 e 2007, alcançando o acesso à Super Liga da China para 2008 após o segundo lugar no ano anterior.
Ao final de 2008, Wang Song deixou o clube e assinou com o Hangzhou Greentown (hoje Zhejiang Greentown) por ¥ 3 milhões. Em 15 de dezembro de 2014, o meia assinou com o Guangzhou R&F já que o Hangzhou decidiu por não renovar o seu vínculo.
Em 28 de fevereiro de 2017, Wang Song se transferiu para o Jiangsu Suning.

## Seleção Chinesa
Wang Song representou a Seleção Chinesa de Futebol na Copa da Ásia de 2011.